# Joshua Kutryk
Joshua Kutryk (Fort Saskatchewan, 21 de março de 1982) é um astronauta Canadense, engenheiro e piloto. Ele foi selecionado pela Agência Espacial Canadense como um dos dois membros (ao lado de Jenni Sidey) como parte do grupo de 2017.

## Juventude e educação
Joshua Kutryk nasceu em 21 de março de 1982, em Fort Saskatchewan, Alberta.
Ele recebeu um bacharel em engenharia mecânica na Royal Military College of Canada em 2004. Posteriormente fez um mestrado em estudos espaciais na Embry–Riddle Aeronautical University (2009), um mestrado em engenharia de voo experimental na Air University (United States Air Force) (2012) e um mestrado em estudos de defesas na Royal Military College of Canada (2014).

## Carreira
Antes de ser selecionado pela Agência Espacial Canadense, Kutryk trabalhou como um piloto experimental e de caça nas Forças Canadenses em Cold Lake, onde ele chefiou a unidade responsável pelos testes dos caças. Ele chegou ao rank de Tenente-coronel. Kutryk foi especialmente responsável por testar novas tecnologias no avião CF-18.
Kutryk também serviu na Líbia e Afeganistão.
Em 2012 ele recebeu o Prêmio Liethen-Tittle por ser o melhor formado entre os pilotos experimentais da U.S. Air Force Test Pilot School. Esse prêmio também foi recebido por Chris Hadfield em 1988.

## Seleção e carreira de astronauta
Kutryk foi selecionado pela Agência Espacial Canadense para passar pelo treino de astronauta como parte do grupo de 2017, o quarto grupo de astronautas Canadenses. Kutryk e Jenni Sidey foram selecionados entre um grande números de candidatos.
Anteriormente ele havia tentado se inscrever na seleção de 2009, onde foram escolhidos David Saint-Jacques e Jeremy Hansen. Kutryk entrou na lista para passar por um programa de testes de um ano e finalmente encontrou-se entre os primeiros 16 finalistas entre 5,250 candidatos. Sua perseverança em reaplicar em 2017 está grifada no site da Agência.
Em julho de 2017, Kutryk mudou-se para Houston, Texas, onde começou os dois anos de treinamento na NASA no Johnson Space Center. Ele é membro da classe de 2017.